# China e as armas de destruição em massa
A República Popular da China tem desenvolvido e possui armas de destruição em massa, incluindo armas químicas e nucleares. Primeiro teste nuclear da China ocorreu em 1964 e o primeiro teste de bomba de hidrogênio ocorreu em 1967. Os testes continuaram até 1996, quando se assinou o Tratado de Proibição de Testes Nucleares (CTBT). A China aderiu à Convenção sobre as Armas Biológicas e Tóxicas, em 1984, e ratificou a Convenção sobre as Armas Químicas em 1997.
O número de ogivas nucleares no arsenal da China é um segredo de Estado e, portanto, desconhecido. Há diferentes estimativas sobre o tamanho do arsenal da China. Um estudo da Universidade de Georgetown em 2011 estimou que a China tenha mais de 3.000 ogivas escondidas em túneis subterrâneos, enquanto é estimado pela Federation of American Scientists de ter um arsenal de cerca de 180 ogivas nucleares ativas de armas e 240 ogivas totais a partir de 2009, o que tornaria o segundo menor arsenal nuclear entre os cinco Estados nucleares reconhecidos pelo Tratado de Não Proliferação de Armas Nucleares. De acordo com algumas estimativas, o país poderia "mais que dobrar", o "número de ogivas em mísseis que poderiam ameaçar os Estados Unidos em meados da década de 2020".
No início de 2011, a China publicou um Livro Branco da Defesa, que reiterou as suas políticas nucleares de manter um mínimo de dissuasão com a promessa de não primeiro uso. Mas a China ainda tem que definir o que entende por uma "postura de dissuasão mínima". Isto, juntamente com o fato de que "é a implantação de quatro novos mísseis balísticos com capacidade nuclear, convidam a preocupação quanto à escala e à intenção de atualização nuclear da China".

## Armas químicas
A China assinou a Convenção sobre as Armas Químicas em 13 de janeiro de 1993 e foi ratificado 25 de abril de 1997. Na declaração oficial submetida à OPAQ o governo chinês declarou que possuía um pequeno arsenal de armas químicas no passado, mas que tinha destruído antes da ratificação da Convenção. Declarou apenas três antigas instalações de produção química que pode ter produzido o gás mostarda, fosgênio e Lewisite.
A China foi conhecida por ter fornecido a Albânia com um pequeno arsenal de armas químicas na década de 70 durante a Guerra Fria.

## Armas biológicas
A China é atualmente um dos signatários da Convenção sobre as Armas Biológicas e Tóxicas e as autoridades chinesas afirmaram que a China nunca se envolveu em atividades biológicas com aplicações militares ofensivas. No entanto, a China foi relatada como ter tido um programa de armas biológicas ativo na década de 80.
Kanatjan Alibekov, ex-diretor de um dos programas de guerra biológica soviética, disse que a China sofreu um grave acidente em uma de suas fábricas de armas biológicas no fim dos anos 80. Alibekov afirmou que satélites de reconhecimento soviéticos identificaram um laboratório de armas biológicas e uma fábrica perto de um local para testar ogivas nucleares. Os soviéticos suspeitavam que duas epidemias distintas de febre hemorrágica que assolou a região no fim dos anos 80 foram causadas por um acidente em um laboratório onde os cientistas chineses foram responsáveis pelas doenças virais.
A Secretária de Estado dos Estados Unidos Madeleine Albright expressou suas preocupações sobre possíveis transferências de armas biológicas chinesas para o Irã e outras nações em uma carta ao senador Robert E. Bennett (R-Utah) em janeiro de 1997. Albright afirmou que ela tinha recebido relatórios sobre as transferências de produtos de dupla utilização de entidades chinesas para o governo iraniano que dizia respeito a ela, e que os Estados Unidos tiveram de encorajar a China a adotar controles abrangentes de exportação para evitar a assistência para suposto programa de armas biológicas do Irã. Os Estados Unidos agiram sobre as alegações em 16 de janeiro de 2002, quando se impôs sanções a três empresas chinesas acusadas de abastecer o Irã com os materiais utilizados na fabricação de armas químicas e biológicas. Em resposta a isso, a China emitiu protocolos de controle duplo de exportação sobre o uso de tecnologia biológica no fim de 2002.

## Armas nucleares

### História
Mao Tsé-Tung decidiu começar um programa de armas nucleares chineses durante a Primeira Crise do Estreito de Taiwan de 1954 a 1955 sobre Quemoy e nas Ilhas Matsu. Enquanto não se esperava ser capaz de igualar ao grande arsenal nuclear americano, Mao acreditava que até mesmo algumas bombas iriam aumentar a credibilidade diplomática da China. Construção de usinas de enriquecimento de urânio em Baotou e Lanzhou começou em 1958, e uma instalação de plutônio em Jiuquan e o local de teste nuclear Lop Nur em 1960. A União Soviética forneceu assistência no programa chinês no início enviando conselheiros para ajudar nas instalações dedicadas à produção de material físsil, e em outubro de 1957 concordou em fornecer um protótipo de bomba, mísseis e tecnologia relacionada. Os chineses, preferiram importar tecnologia e componentes para desenvolvê-los dentro da China e exportar urânio para a União Soviética, e os soviéticos enviaram dois mísseis R-2 em 1958.
Naquele ano, no entanto, o líder soviético Nikita Khrushchov disse a Mao que planejava discutir o controle de armas com os Estados Unidos e a Grã-Bretanha. China já era contra a política de pós-Stalin de Khrushchov "coexistência pacífica". Embora as autoridades soviéticas tenham assegurado à China que ela estava sob o guarda-chuva nuclear soviético, as divergências ampliaram a ruptura sino-soviética emergente. Em junho de 1959, os dois países terminaram formalmente o seu acordo sobre cooperação militar e de tecnologia, e em julho de 1960, todo o apoio soviético com o programa nuclear chinês foi bruscamente encerrado e todos os técnicos soviéticos foram retirados do programa. O governo americano sob John F. Kennedy e Lyndon B. Johnson estava preocupado com o programa e estudaram maneiras de sabotar ou atacá-lo, talvez com a ajuda de Taiwan ou da União Soviética, mas Khrushchov não exibiu interesse. O primeiro teste nuclear chinês, codinome 596, ocorreu em 16 de outubro de 1964.
Os chineses reconheceram que teria sido impossível concluir o seu programa nuclear  sem a ajuda soviética. O primeiro teste de um dispositivo nuclear da China ocorreu em 16 de outubro de 1964 no local de testes de Lop Nur. O último foi em 29 de julho de 1996. Segundo a Australian Geological Survey Organization em Camberra, o rendimento do teste de 1996 foi de 1-5 kilotons. Este foi o teste subterrâneo n°22 da China de 45 testes no total.[carece de fontes?]

### Dimensão
China tem feito melhorias significativas em suas técnicas de miniaturização desde 1980. Houve acusações, nomeadamente pela Comissão Cox, que isso foi feito principalmente por meio da aquisição secreta do projeto da ogiva nuclear americana W88 bem como tecnologia de mísseis balísticos guiados. Cientistas chineses afirmaram que fizeram avanços nessas áreas, mas insistem que esses avanços foram feitos sem espionagem.
A comunidade internacional tem discutido o tamanho da força nuclear chinesa desde que a primeira nação adquiriu essa tecnologia. Por causa do sigilo absoluto, é muito difícil determinar exatamente o tamanho e a composição das forças nucleares da China. As estimativas variam ao longo do tempo. Vários relatórios desclassificados do governo dos Estados Unidos dão estimativas históricas. A Agência de Inteligência da Defesa em 1984 estimou que o arsenal nuclear chinês, era composto por 150 a 160 ogivas. Em 1993 o relatório do Conselho Nacional de Segurança dos Estados Unidos estimou que a força de dissuasão nuclear da China conta com 60 a 70 mísseis balísticos com armas nucleares. A Agência de Inteligência da Defesa no relatório The Decades Ahead: 1999 - 2020 estimou em 1999 que tinha entre 140 a 157 armas nucleares no arsenal. Em 2004, o Departamento de Defesa dos Estados Unidos, avaliou que a China tinha cerca de 20 mísseis balísticos intercontinentais capazes de atingir os Estados Unidos. Em 2006, a estimativa da Agência de Inteligência de Defesa dos Estados Unidos apresentou ao Comitê de Serviços Armados do Senado era de que a "China tem atualmente mais de 100 ogivas nucleares".

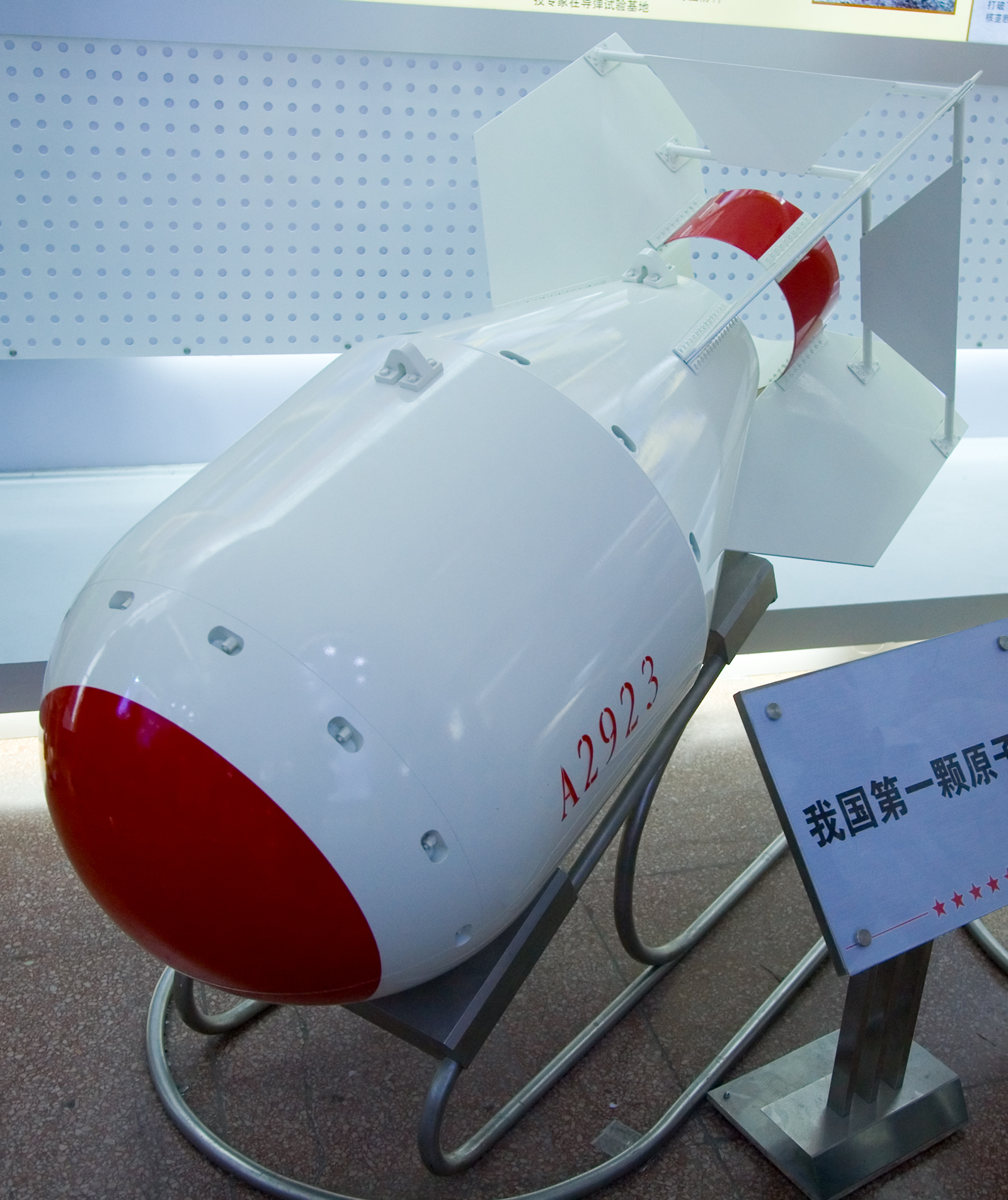
A maquete da primeira bomba nuclear da China

Uma variedade de estimativas são abundantes sobre o estoque atual da China. Embora o número total de armas nucleares no arsenal chinês é desconhecido, a partir de 2005 as estimativas variam de tão baixo quanto 80 para tão alto quanto 2.000. A estimativa de 2.000 ogivas tem sido amplamente rejeitada pelos diplomatas no campo. Ela parece ter sido derivada de uma postagem Usenet em meados dos anos 90, em que um estudante universitário de Singapura fez declarações infundadas sobre um suposto arsenal 2.000 ogivas.
Em 2004, a China afirmou que "entre os Estados possuidores de armas nucleares, a China... possui o menor arsenal nuclear", implicando a China em ter 200 armas nucleares a menos do que o Reino Unido. Várias fontes não oficiais estimam que a China tem cerca de 400 ogivas nucleares. No entanto, as estimativas da inteligência dos Estados Unidos sugerem uma força nuclear muito menor do que muitas organizações não governamentais.
Em 2011, as altas estimativas do arsenal nuclear chinês surgiu novamente. Um estudo de três anos pela Universidade de Georgetown levantou a possibilidade de que a China tinha 3.000 armas nucleares, escondidas em uma rede de túneis sofisticados. O estudo baseou-se em uma filmagem de mídia mostrando entradas de túneis, e estimou uma rede de 4.800 km. A rede de túneis foi revelada após o terremoto de Sichuan em 2008 quando os túneis desmoronaram nas colinas. A China confirmou a existência da rede de túneis. Em resposta, os militares dos Estados Unidos foram ordenados por lei a estudar a possibilidade de esta rede de túneis ocultar um arsenal nuclear. No entanto, a teoria do túnel está sob ataque substancial devido a várias falhas aparentes em seu raciocínio. Do ponto de vista da produção, a China provavelmente não tem material físsil suficiente para produzir 3.000 armas nucleares. Tal implicaria em um arsenal de 9 a 12 toneladas de plutônio, bem como 45-75 toneladas de urânio enriquecido e uma quantidade substancial de trítio. As estimadas são de que os chineses tem apenas 2 toneladas de plutônio para armas, o que limita o seu arsenal de armas entre 450 e 600, apesar de uma fonte disponível de 16 toneladas de urânio, teoricamente, suficiente para 1.000 ogivas. Além disso, a oferta de trítio da República Popular da China limita seu estoque para cerca de 300 armas.
Em 2012, um oficial russo aposentado, Viktor Yesin, afirmou que o arsenal chinês foi de 1.800 armas nucleares. As declarações de Yesin, no entanto, incitaram reações. Suas afirmações podem ter se originado a partir da mesma postagem Usenet de afirmações duvidosas anteriores de 2.000 ou mais ogivas nucleares.
A partir de 2011, o arsenal nuclear chinês foi estimado de conter 55-65 mísseis balísticos intercontinentais.
Em 2012, o comandante C. Robert Kehler da STRATCOM disse que as melhores estimativas onde "no intervalo de várias centenas de" ogivas a FAS estimou um total de "aproximadamente 240 ogivas".
O relatório para Congresso em 2013 o Departamento de Defesa dos Estados Unidos sobre os desenvolvimentos militares da China afirmou que o arsenal nuclear chinês é composto por 50-75 mísseis balísticos intercontinentais, localizados em silos terrestres e plataformas submarinas de mísseis balísticos. Além dos mísseis balísticos intercontinentais, o relatório afirma que a China tem aproximadamente 1.100 mísseis balísticos de curto alcance, embora não tenha a capacidade de armar todos eles com ogivas nucleares.

### Política nuclear
A China é um dos cinco Estados com armas nucleares (EAN) reconhecidos pelo Tratado de Não Proliferação Nuclear, que ela ratificou em 1992. A China é o único EAN a dar uma garantia de segurança incondicional aos Estados não nucleares:
A China se compromete a não usar ou ameaçar usar armas nucleares contra Estados não nucleares ou zonas livres de armas nucleares em qualquer momento ou sob quaisquer circunstâncias."
Política pública chinesa tem sido sempre uma "regra de não primeiro uso", mantendo uma força de dissuasão retaliatória direcionados para alvos contravalor.
Em 2005, o Ministério das Relações Exteriores chinês divulgou um white paper afirmando que o governo "não seria o primeiro a usar armas [nucleares] a qualquer momento e em qualquer circunstância". Além disso, o documento passou a afirmar que esta política de "não primeiro uso" permaneceria inalterada no futuro e que a China não poderia usar ou ameaçar usar armas nucleares contra os Estados possuidores de armas não nucleares ou zonas livres de armas nucleares.
Historicamente, a China tem sido implicada no desenvolvimento do programa nuclear do Paquistão. No início de 1980, acredita-se que a China tenha dado ao Paquistão um "pacote", incluindo a tecnologia de enriquecimento de urânio, urânio altamente enriquecido, e o projeto de uma arma nuclear compacta.

### Estimativas dos sistemas de entregas

#### Balanço militar da IISS de 2010
A seguir estão as estimativas das forças de mísseis estratégicos da China do International Institute for Strategic Studies Military Balance 2010. De acordo com essas estimativas, a China tem até 90 mísseis balísticos de alcance intercontinentais (60 ICBM terrestres e 24 JL-2 SLBM baseados no submarino), sem contar com ogivas MIRV.
| Tipo                                     | Mísseis                              | Alcance estimado                     |
| Mísseis Balísticos Intercontinentais     | Mísseis Balísticos Intercontinentais | Mísseis Balísticos Intercontinentais |
| ---------------------------------------- | ------------------------------------ | ------------------------------------ |
| DF-5A (CSS-4 Mod 2) ICBM                 | 20                                   | 13.000+ km                           |
| DF-31A (CSS-10 Mod 2) ICBM móvel         | 24                                   | 11.200+ km                           |
| DF-31 (CSS-10) ICBM móvel                | 12                                   | 7.200+ km                            |
| DF-4 (CSS-3) ICBM                        | 10                                   | 5.500 km                             |
| Mísseis Balísticos Alcance Intermediário |                                      |                                      |
| DF-3A (CSS-2 Mod) IRBM                   | 2                                    | 3.000+ km                            |
| Mísseis balísticos de médio alcance      |                                      |                                      |
| DF-21C (CSS-5 Mod 3) MRBM móvel          | 36                                   | 1.750+ km                            |
| DF-21 (CSS-5) MRBM móvel                 | 80                                   | 1.750+ km                            |
| Mísseis balísticos de curto alcance      |                                      |                                      |
| DF-15 (CSS-6) SRBM móvel                 | 96                                   | 600 km                               |
| DF-11A (CSS-7 Mod 2) SRBM móvel          | 108                                  | 300 km                               |
| Mísseis de cruzeiro em terra             |                                      |                                      |
| DH-10 LACM                               | 54                                   | 3.000+ km                            |
| Mísseis balísticos lançados de submarino |                                      |                                      |
| JL-1 SLBM                                | 12                                   | 1.770+ km                            |
| JL-2 SLBM                                | 24                                   | 7.200+ km                            |
| Total                                    | 478                                  |                                      |

#### Relatório militar anual do Departamento de Defesa dos Estados Unidos sobre a República Popular da China de 2010
A seguir estão as estimativas do relatório de 2010 do Departamento de Defesa dos Estados Unidos para o Congresso sobre o Military Power of the People's Republic of China.
| Tipo               | Lançadores | Mísseis     | Alcance estimado |
| ------------------ | ---------- | ----------- | ---------------- |
| CSS-2 IRBM         | 5-10       | 15-20       | 3.000+ km        |
| CSS-3 ICBM         | 10-15      | 15-20       | 5.400+ km        |
| DF-5A (CSS-4) ICBM | 20         | 20          | 13.000+ km       |
| DF-31 ICBM         | <10        | <10         | 7.200+ km        |
| DF-31A ICBM        | 10-15      | 10-15       | 11.200+ km       |
| CSS-5 MRBM Mod 1/2 | 75-85      | 85-95       | 1.750+ km        |
| CSS-6 SRBM         | 90-110     | 350-400     | 600 km           |
| CSS-7 SRBM         | 120-140    | 700-750     | 300 km           |
| DH-10 LACM         | 45-55      | 200-500     | 1.500+ km        |
| JL-1 SLBM          | ?          | ?           | 1.770+ km        |
| JL-2 SLBM          | ?          | ?           | 7.200+ km        |
| Total              | 375-459    | 1.395-1.829 |                  |

#### Relatório da Federation of American Scientists e Natural Resources Defense Council de 2006
A tabela a seguir é uma visão geral das forças nucleares da República Popular da China tomadas a partir de um relatório de novembro de 2006 por Hans M. Kristensen, Robert S. Norris, e Matthew G. McKinzie da Federation of American Scientists e Natural Resources Defense Council intitulado Chinese Nuclear Forces and U.S. Nuclear War Planning.:202
| Forças nucleares chinesas de 2006                   | Forças nucleares chinesas de 2006        | Forças nucleares chinesas de 2006        | Forças nucleares chinesas de 2006        | Forças nucleares chinesas de 2006        | Forças nucleares chinesas de 2006 | Forças nucleares chinesas de 2006 |
| Designação da China                                 | Designação dos Estados Unidos/OTAN       | Ano que foi implantado                   | Alcance                                  | Ogiva x rendimento                       | Quantidade implantada             | Total de ogivas                   |
| Mísseis em terra                                    | Mísseis em terra                         | Mísseis em terra                         | Mísseis em terra                         | Mísseis em terra                         | Mísseis em terra                  | Mísseis em terra                  |
| --------------------------------------------------- | ---------------------------------------- | ---------------------------------------- | ---------------------------------------- | ---------------------------------------- | --------------------------------- | --------------------------------- |
| DF-3A                                               | CSS-2                                    | 1971                                     | 3.100 km                                 | 1 x 3.3 Mt                               | 16                                | 16                                |
| DF-4                                                | CSS-3                                    | 1980                                     | 5.500 km                                 | 1 x 3.3 Mt                               | 22                                | 22                                |
| DF-5A                                               | CSS-4 Mod 2                              | 1981                                     | 13.000 km                                | 1 x 4-5 Mt                               | 20                                | 20                                |
| DF-21A                                              | CSS-5 Mod 1/2                            | 1991                                     | 2.150 km                                 | 1 x 200-300 kt                           | 35                                | 35                                |
| DF-31                                               | (CSS-X-10)                               | 2006?                                    | 7.250+ km                                | 1 x ?                                    | n.a.                              | n.a.                              |
| DF-31A                                              | n.a.                                     | 2007–2009                                | 11.270+ km                               | 1 x ?                                    | n.a.                              | n.a.                              |
| Subtotal                                            | Subtotal                                 | Subtotal                                 | Subtotal                                 | Subtotal                                 | 93                                | 93                                |
| Mísseis balísticos lançados por submarinos (SLBM)** |                                          |                                          |                                          |                                          |                                   |                                   |
| JL-1                                                | CSS-NX-3                                 | 1986                                     | 1.770+ km                                | 1 x 200-300 kt                           | 12                                | 12                                |
| JL-2                                                | CSS-NX-4                                 | 2008-2010 ?                              | 8.000+ km                                | 1 x ?                                    | n.a.                              | n.a.                              |
| Subtotal                                            | Subtotal                                 | Subtotal                                 | Subtotal                                 | Subtotal                                 | 12                                | 12                                |
| Total de mísseis balísticos estratégicos            | Total de mísseis balísticos estratégicos | Total de mísseis balísticos estratégicos | Total de mísseis balísticos estratégicos | Total de mísseis balísticos estratégicos | 105                               | 105                               |
| Aeronave***                                         |                                          |                                          |                                          |                                          |                                   |                                   |
| Hong-6                                              | B-6                                      | 1965                                     | 3.100 km                                 | 1-3 x bomba                              | 100                               | 20                                |
| Ataque                                              | (Q-5, outros?)                           |                                          |                                          | 1 x bomba                                |                                   | 20                                |
| Subtotal                                            | Subtotal                                 | Subtotal                                 | Subtotal                                 | Subtotal                                 | Subtotal                          | 40                                |
| Armas táticas de curto alcance                      |                                          |                                          |                                          |                                          |                                   |                                   |
| DF-15                                               | CSS-6                                    | 1990                                     | 600 km                                   | 1 x baixo                                | ~300                              | ?                                 |
| DH-10?                                              | (LACM)                                   | 2006-2007 ?                              | ~1.500 km ?                              | 1 x baixo ?                              | n.a.                              | n.a.                              |
| Total                                               | Total                                    | Total                                    | Total                                    | Total                                    | Total                             | ~145                              |

#### Situação em 2013
Depois de ter aumentado no governo Bush, o número de mísseis nucleares armados chineses capazes de atingir a América do Norte nivelou sob Obama com atrasos de que novos recursos, como MIRV e sub mísseis operacionais lançados. O relatório do Departamento de Defesa dos Estados Unidos de 2013 para o Congresso continuou a afirmar que a China tinha 50-75 ICBM. No entanto, a Comissão de Revisão Econômica e Segurança dos Estados Unidos e China afirmou que era possível a China finalmente ter um submarino com lançador de capacidade para mísseis balísticos operacionais até o fim do ano.

### Mísseis balísticos intercontinentais em terra
Embora não confirmado, a maioria dos analistas ocidentais acreditam que a China tem implementado em qualquer lugar de 18 a 36 Dongfeng 5 ("East Wind"), mísseis balísticos intercontinentais (ICBM) desde os anos 1980. O Dongfeng 5A é um míssil-ogiva, de três estágios, de combustível líquido com um alcance de mais de 13.000 km. Em 2000, o general Eugene E. Habiger da Força Aérea dos Estados Unidos, o então comandante do Comando Estratégico dos Estados Unidos, testemunhou perante o Congresso que a China tem 18 DF-5s baseados em silos. Desde o início do século XXI, o Segundo Corpo de Artilharia também implantou até 10 bases de lançamentos móveis de ICBM DF-31, com um alcance de 7.200 km+ e, possivelmente, até 3 MIRV. China também desenvolveu o DF-31A, um míssil balístico intercontinental com um alcance de mais de 11.200 km com possivelmente 3-6 de capacidade múltipla de mísseis de reentrada múltipla independentemente direcionados (MIRV).
A China armazena muitos dos seus mísseis em enormes complexos de túneis subterrâneos; o representante dos Estados Unidos Michael Turner referindo-se a imprensa chinesa em 2009 disse: "Esta rede de túneis pode ser superior a 5.000 km, e é utilizada para o transporte de armas nucleares e forças". O boletim do exército chinês chama este sistema de túneis subterrâneos de Grande Muralha da China.

### Mísseis balísticos de médio alcance
Aproximadamente 55% dos mísseis da China estão na categoria de médio alcance, direcionados a alvos de teatro regionais.:61

### Mísseis táticos de cruzeiro
O míssil de cruzeiro CJ-10 de longo alcance fez sua primeira aparição pública durante o desfile militar do 60º aniversário da República Popular da China, como parte de forças de longo alcance de mísseis convencionais do Segundo Corpo de Artilharia; o CJ-10 representa a próxima geração de tecnologia de armas de foguetes da Marinha do Exército de Libertação Popular (PLAN). Um míssil de cruzeiro naval semelhante, o YJ-62, também foi revelado durante o desfile; o YJ-62 serve como o mais recente desenvolvimento do PLAN em foguetes navais.

### Mísseis balísticos de longo alcance
Os chineses categorizam mísseis balísticos de longo alcance, como aqueles com um alcance entre 3.000 a 8.000 km.:103

#### DF-4/CSS-3
O Dong Feng 4 ou DF-4 (também conhecido como o CSS-3) é de longo alcance de dois estágios dos mísseis balísticos de alcance intermediário com combustível líquido chineses (ácido nítrico/UDMH). Ele foi pensado para ser implantado em números limitados em silos subterrâneos que começam em 1980.:67 O DF-4 tem um empuxo de decolagem de 1.224.00 kN, um peso de decolagem de 82.000 kg, um diâmetro de 2.25 m, um comprimento de 28.05 m, e uma extensão de barbatana de 2.74 m. Ele é equipado com uma ogiva nuclear de 2.190 kg com o rendimento explosivo de 3.300 kt, e seu alcance é de 5.500 km.:68 O míssil usa orientação de inércia, resultando em um CEP relativamente fraco de 1.500 metros.

### Mísseis balísticos intercontinentais

#### DF-5A/CSS-4 Mod 2
O Dongfeng 5 ou DF-5 é um ICBM de 3 estágios chinês. Tem um comprimento de 32.6 m e um diâmetro de 3.35 m. Pesa 183 toneladas e tem um alcance estimado de 12.000 a 15.000 km.:71–72 O DF-5, teve o seu primeiro voo em 1971 e estava em serviço operacional 10 anos depois. Uma das desvantagens do míssil que era necessário entre 30 e 60 minutos para abastecer.

#### DF-31/CSS-10
O Dong Feng 31 (a.k.a. CSS-10) é um de médio alcance, de três estágios, propelente sólido míssil balístico intercontinental desenvolvido pela República Popular da China. É uma variante terrestre do JL-2 lançado por submarino. É operado pelo Segundo Corpo de Artilharia (SAC), que estima-se que 8-12 mísseis em estoque.

#### DF-41/CSS-X-10
O DF-41 ou CSS-X-10 é um míssil balístico intercontinental desenvolvido pela China. Ele pode transportar até 10 ogivas nucleares, que são mísseis de reentrada manobráveis. Tem um alcance de aproximadamente 12.000 a 14.000 km e pode cobrir qualquer posição no planeta.

### Mísseis nucleares de cruzeiro
O Departamento de Defesa dos Estados Unidos estimou em 2006 que a República Popular da China estava desenvolvendo e mísseis de cruzeiro terrestres lançados por ar que poderiam ser facilmente convertidos para transportar ogivas nucleares quando desenvolvidos.

#### DH-10
O DongHai 10 (DH-10) é um míssil de cruzeiro desenvolvido na República Popular da China. De acordo com a Jane's Defence Weekly, o DH-10 é a segunda geração de mísseis de cruzeiro de terra-ataque (LACM), com mais de 4.000 km de alcance, sistema de navegação inercial integrado, GPS, sistema de mapeamento de contorno de terreno, e sistema de cenário digital de combinação do terminal de direção. O míssil é estimado para ter um erro circular provável (CEP) de 10 metros.

#### CJ-10
O ChangJian-10 (Long Sword 10) é um míssil desenvolvido pela China, com base na família de mísseis Hongniao. Tem um alcance de 2.200 km. Embora não confirmado, suspeita-se que o CJ-10 pode transportar ogivas nucleares. Uma variante lançado por ar (nomeado CJ-20), também foi desenvolvido.

#### Mísseis HongNiao
Há 3 mísseis nesta família: o HN-1, HN-2, e NH-3. Alegadamente baseado nos mísseis Kh-SD/65, os mísseis Hongniao (ou Red Bird) são alguns dos primeiros mísseis de cruzeiro com capacidade nuclear na China. O HN-1 tem um alcance de 600 km, o HN-2 tem um alcance de 1.800 km, e o HN-3 tem um alcance de 3.000 km.

#### Mísseis ChangFeng
Há 2 mísseis na família Chang Feng (ou Long Wind): CF-1 e CF-2. Estes são os primeiros mísseis de cruzeiro de longo alcance no mercado interno desenvolvidos para a China. O CF-1 tem um alcance de 400 km, enquanto o CF-2 tem um alcance de 800 km. Ambas as variantes podem transportar uma ogiva nuclear de 10 kt.

### Armas baseadas no mar
Os mísseis lançados de submarinos (SLBM) do arsenal balístico da Marinha do Exército de Libertação Popular (PLAN) é pensado para ser relativamente novos. A China lançou o seu primeiro submarino nuclear de segunda geração, em abril de 1981. A Marinha tem atualmente um 1 Type 092 o classe Xia SSBN em cerca de 8.000 toneladas de deslocamento. Um segundo Type 092 teria sido perdido em um acidente em 1985. O Type 092 é equipado com 12 mísseis JL-1 SLBM com um alcance de 2.150 a 2.500 km. O JL-1 é uma versão modificada do míssil DF-21. Suspeita-se que o submarino Type 092 está sendo convertido para ter mísseis de cruzeiro.
A marinha chinesa desenvolveu o submarino Type 094 com mísseis balísticos, imagens de satélite de código aberto mostraram que pelo menos 2 deles foram concluídos. Este submarino será capaz de transportar 12 mísseis dos mais variados, mais modernos JL-2 com um alcance cerca de 14.000 km.
A China também está desenvolvendo o submarino Type 096, afirmou ser capaz de transportar até 24 mísseis balísticos JL-2. Algumas fontes chinesas indicam que o submarino já está em fase de testes.
Também tem um novo submarino nuclear de ataque que está em desenvolvimento, o submarino Type 095.

### Grupo de bombardeiros pesados
As Força de bombardeiros da China consiste principalmente de versões de fabricação chinesa de aviões soviéticos. A Força Aérea do Exército de Libertação Popular tem 120 H-6 (uma variante do Tupolev Tu-16). Estes bombardeiros são equipados para realizar ataques nucleares, bem como as armas convencionais. Enquanto a frota de H-6 está envelhecendo, não é tão antiga quanto a dos americanos B-52 Stratofortress.:93–98 Os chineses também têm produzido o caça-bombardeiro Xian JH-7 Flying Leopard com um alcance e carga superior a do F-111 (atualmente, cerca de 80 estão em serviço) capazes de fornecer um ataque nuclear. A China também tem comprado o avançado Sukhoi Su-30 da Rússia; atualmente, cerca de 100 Su-30 (variantes MKK e MK2) foram comprados pela China. O Su-30 é capaz de transportar armas nucleares táticas.:102
A China é acusada de estar testando novos bombardeiros estratégicos H-8 e o H-9 que são ou descritas como uma atualização do H-6 ou de uma aeronave na mesma classe do B-2 dos Estados Unidos, capaz de transportar armas nucleares.
A China também está testando o caça de ataque JH-7B, uma variante do furtivo Xian JH-7.

## Alcance dos mísseis

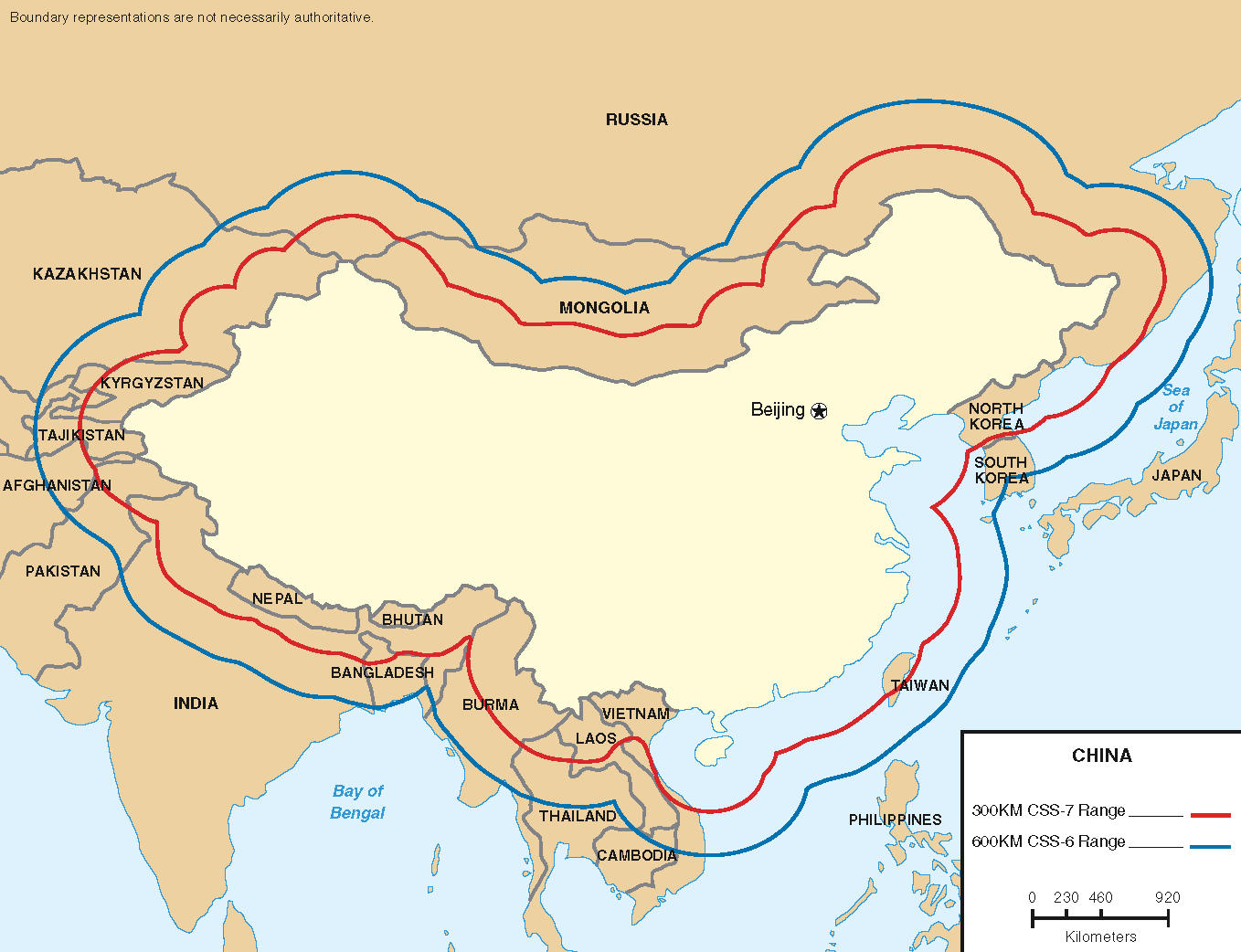
Alcance máximo para os convencionais SRBM da China. Nota: Atualmente, a China é capaz de enviar mísseis balísticos para apoiar uma variedade de contingências regionais.
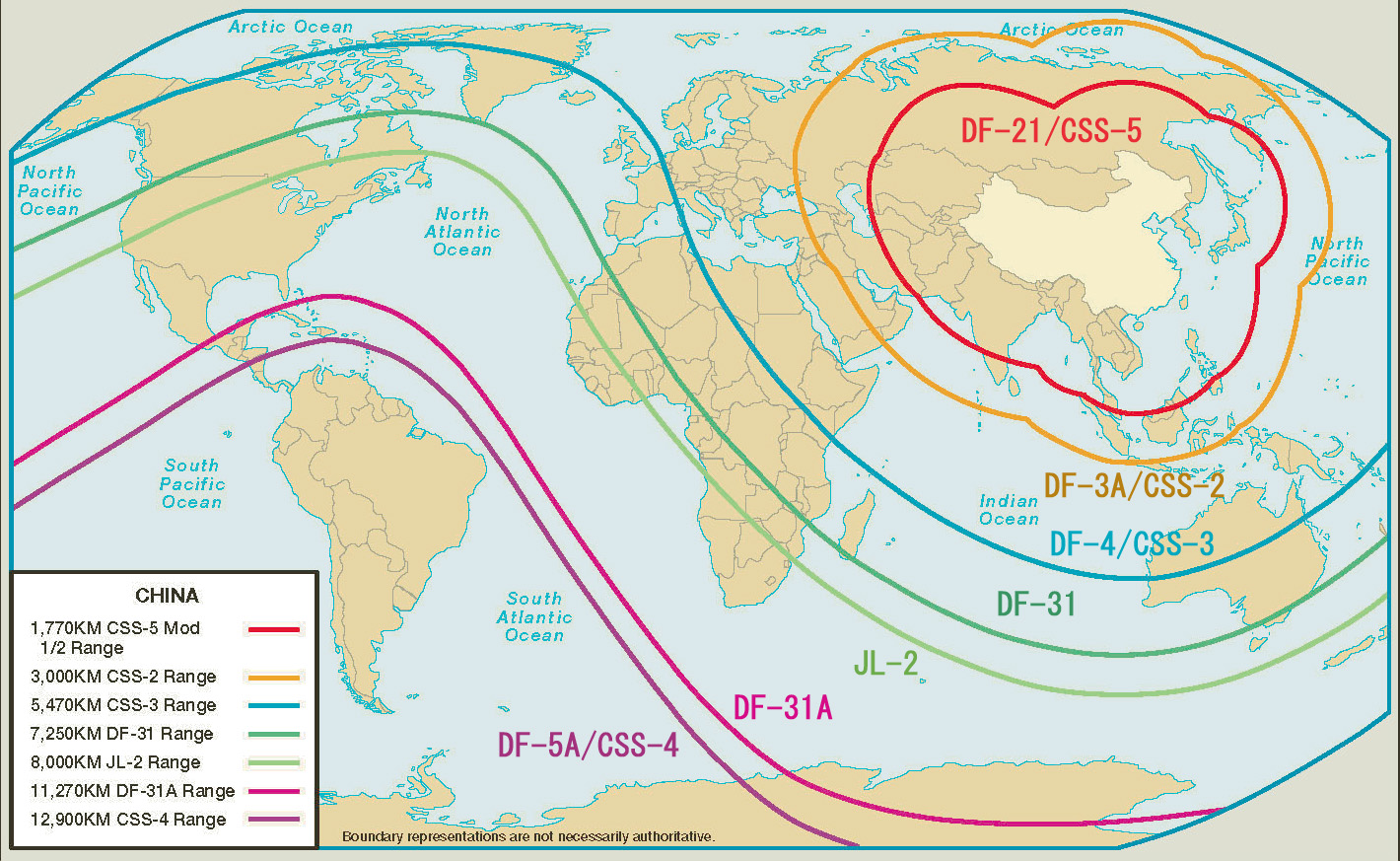
Alcance dos mísseis balísticos de médio e intercontinental. Nota: Atualmente, a China é capaz de atingir forças nucleares em toda a região e a maior parte do mundo, incluindo os Estados Unidos. Sistemas mais recentes, como o DF-31, DF-31A, e JL-2, dará à China uma força nuclear de maior sobrevivência.
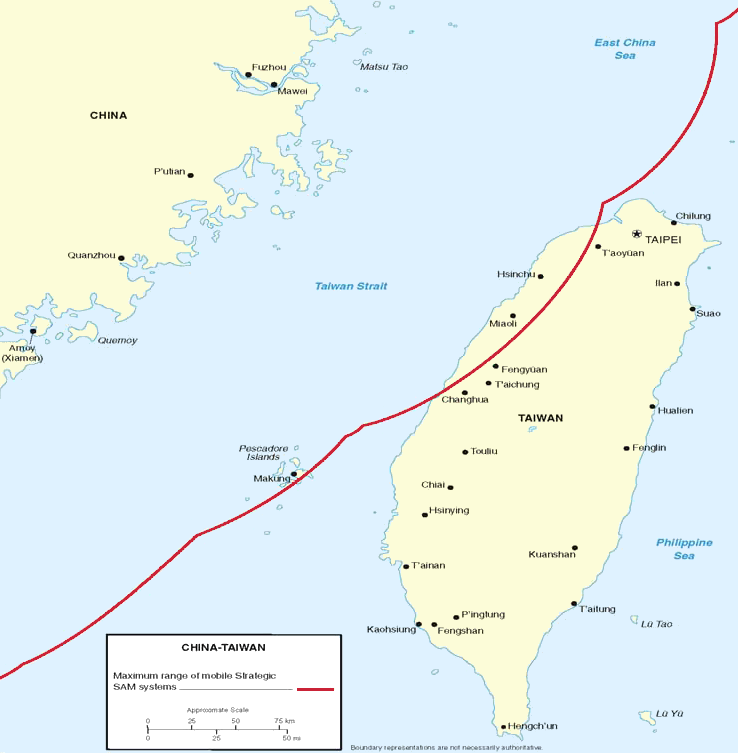
Cobertura de mísseis terra-ar sobre o Estreito de Taiwan. Nota: Este mapa ilustra a cobertura teórica fornecida pela China dos SA-10, SA-20 dos sistemas SAM, bem como o logo-a-ser adquiridos S-300PMU2. Cobertura real seria não contígua e dependentes de locais de implantação precisas.

## Outras leituras
- Federation of American Scientists et al. (2006). «Chinese Nuclear Forces and U.S. Nuclear War Planning» (PDF). www.fas.org
- «China Nuclear Forces Guide». www.fas.org Federation of American Scientists